# غاري ديفيس (لاعب كرة قدم أمريكية)
غاري ديفيس (بالإنجليزية: Gary Davis)‏ هو لاعب كرة قدم أمريكية أمريكي، ولد في 7 سبتمبر 1954 في لوس أنجلوس في الولايات المتحدة.

## وصلات خارجية
- غاري ديفيس على موقع مرجع كرة القدم المحترفة.كوم (الإنجليزية)